# If I Stay
If I Stay är en amerikansk dramafilm baserad på boken Om jag stannar, i regi av R. J. Cutler, med Chloë Grace Moretz i huvudrollen. Filmen hade biopremiär den 22 augusti 2014 i USA.

## Handling
Mia Hall (Chloë Grace Moretz) trodde att det svåraste beslut hon någonsin skulle behöva ta var huruvida hon ska fortsätta sina musikaliska drömmar vid Juilliard eller följa en annan väg för att vara med sitt livs kärlek, hennes rebelliska pojkvän, Adam (Jamie Blackley). Men vad borde ha varit en sorglös familjeresa tar livet för Mias mor Kat (Mireille Enos), hennes far (Joshua Leonard) och hennes lillebror Teddy (Jakob Davies), en annan vändning när de är med om en bilolycka. Mias liv hänger på en skör tråd när hon ligger i koma på sjukhuset. Fångad mellan liv och död har hon en utomkroppslig upplevelse, och ser familj och vänner samlas på sjukhuset. Hon måste fatta ett beslut som inte bara kommer att bestämma hennes framtid, utan hennes slutliga öde.

## Rollista (i urval)
- Chloë Grace Moretz – Mia Hall
- Jamie Blackley – Adam Wilde
- Mireille Enos – Kat Hall
- Joshua Leonard – Denny Hall
- Stacy Keach – Farfar
- Lauren Lee Smith – Willow
- Liana Liberato – Kim Schein
- Aisha Hinds – Sjuksköterska Ramirez

## Produktion
Filmen började sin produktion 2009, och då var Catherine Hardwicke anlitad som regissör. Året därpå blev Hardwicke ersatt av Heitor Dhalia med Dakota Fanning i huvudrollen. Till slut fick Chloë Grace Moretz rollen som Mia och regin hamnade oss R.J. Cutler.